# Argentina en los Juegos Olímpicos de Pekín 2022
Argentina participó en los Juegos Olímpicos de Pekín 2022. El responsable del equipo olímpico es el Comité Olímpico Argentino, así como las federaciones deportivas nacionales de cada deporte con participación.

## Competidores
La siguiente es una lista de la cantidad de atletas por deportes de la delegación argentina.
| Sport                 | Masculino | Femenino | Total |
| --------------------- | --------- | -------- | ----- |
| Esquí alpino          | 1         | 1        | 2     |
| Esquí de fondo        | 1         | 1        | 2     |
| Luge                  | 0         | 1        | 1     |
| Patinaje de velocidad | 0         | 1        | 1     |
| Total                 | 2         | 4        | 6     |

## Esquí alpino
Al cumplir con los estándares básicos de calificación, Argentina ha clasificado dos esquiadores alpinos.
Masculino
| Atleta        | Evento          | 1.ª ronda | 1.ª ronda | 2.ª ronda | 2.ª ronda | Total     | Total     |
| Atleta        | Evento          | Tiempo    | Ranking   | Tiempo    | Ranking   | Tiempo    | Ranking   |
| ------------- | --------------- | --------- | --------- | --------- | --------- | --------- | --------- |
| Tomás Birkner | Eslalon gigante | DNF       | DNF       | Eliminado | Eliminado | Eliminado | Eliminado |
| Tomás Birkner | Eslalon         | DNF       | DNF       | Eliminado | Eliminado | Eliminado | Eliminado |

Femenino
| Atleta            | Evento          | 1.ª ronda | 1.ª ronda | 2.ª ronda | 2.ª ronda | Total     | Total     |
| Atleta            | Evento          | Tiempo    | Ranking   | Tiempo    | Ranking   | Tiempo    | Ranking   |
| ----------------- | --------------- | --------- | --------- | --------- | --------- | --------- | --------- |
| Francesca Baruzzi | Eslalon gigante | 1:02:43   | 34        | 1:01.57   | 30        | 2:04.00   | 29        |
| Francesca Baruzzi | Eslalon         | DNF       | DNF       | Eliminada | Eliminada | Eliminada | Eliminada |
| Francesca Baruzzi | Súper Gigante   |           | 1:16.65   | 29        |           |           |           |

## Esquí de fondo
Mediante estándares básicos de calificación, Argentina clasificó dos esquiadores de fondo.
Masculino
| Atleta           | Evento                            | Clásico | Final    | Final   |
| Atleta           | Evento                            | Tiempo  | Déficit  | Ranking |
| ---------------- | --------------------------------- | ------- | -------- | ------- |
| Franco Dal Farra | 30 km estilo mixto                | LAP     | LAP      | 63      |
| Franco Dal Farra | Velocidad individual estilo libre | 3:09.95 | +24.92   | 74      |
| Franco Dal Farra | 15 km individual estilo clásico   | 48:35.5 | +10:40.7 | 86      |

Femenino
| Atleta       | Evento                            | Clásico | Final    | Final   |
| Atleta       | Evento                            | Tiempo  | Déficit  | Ranking |
| ------------ | --------------------------------- | ------- | -------- | ------- |
| Nahiara Díaz | Velocidad individual estilo libre | 4:05.46 | +56.43   | 83      |
| Nahiara Díaz | 10 km individual estilo clásico   | 40:30.8 | +12:24.5 | 96      |

## Luge
Argentina clasificó un atleta.
| Atleta                 | Evento            | 1.ª ronda | 1.ª ronda | 2.ª ronda | 2.ª ronda | 3.ª ronda | 3.ª ronda | 4.ª ronda | 4.ª ronda | Total    | Total   |
| Atleta                 | Evento            | Tiempo    | Ranking   | Tiempo    | Ranking   | Tiempo    | Ranking   | Tiempo    | Ranking   | Tiempo   | Ranking |
| ---------------------- | ----------------- | --------- | --------- | --------- | --------- | --------- | --------- | --------- | --------- | -------- | ------- |
| Verónica María Ravenna | Singles femeninos | 59.811    | 24        | 1:59.591  | 23        | 2:59.310  | 24        | Eliminada | Eliminada | 2:59.310 | 24      |

## Patinaje de velocidad
La neuquina Victoria Rodríguez López clasificó en diciembre de 2021 para los 500 metros femeninos, es la primera participación argentina en el deporte en un Juego Olímpico.
Distancia
| Atleta                   | Evento              | Carrera | Carrera |
| Atleta                   | Evento              | Tiempo  | Ranking |
| ------------------------ | ------------------- | ------- | ------- |
| Victoria Rodríguez López | 500 metros femenino | 39.70   | 30      |

Salida en grupo
| Atleta                   | Evento          | Semifinales | Semifinales | Semifinales | Final     | Final     | Final     |
| Atleta                   | Evento          | Puntos      | Tiempo      | Ranking     | Puntos    | Tiempo    | Ranking   |
| ------------------------ | --------------- | ----------- | ----------- | ----------- | --------- | --------- | --------- |
| Victoria Rodríguez López | Salida en grupo | 0           | 9 vueltas   | 14          | Eliminada | Eliminada | Eliminada |